# Dietrich IV. von Limburg
Dietrich IV. von Limburg (* um 1330; † 8. Juli 1400) war ein deutscher Adliger, durch Abstammung und Erbe regierender Graf von Limburg und Herr zu Broich. Durch seine Heirat mit Lukardis von Broich entwickelte sich die Grafenlinie Limburg-Broich.

## Leben
Dietrich IV. kam um das Jahr 1330 als Sohn des Grafen Eberhard II. von Limburg und dessen Ehefrau Jutta von Sayn zur Welt.
Am 6. November 1348 schlossen er, sein Großvater Graf Dietrich III. von Limburg nebst Sohn Cracht, Graf Johann von Limburg-Styrum nebst Sohn Dietrich III. und Burkhard V. von Broich nebst Sohn Dietrich V. mit Graf Gerhard von Berg einen ewigen Pakt gegen alle augenblicklichen und zukünftigen Feinde.
Nach dem Tod seines Großvaters Dietrich III. im Jahr 1364 erbte Dietrich die Grafschaft Limburg und erwarb im Jahr 1370 das Haus Vittinghoff.
Am 3. Juli 1371 heiratete er Lukardis von Broich. Ein Jahr später, nach dem Tod des Schwiegervaters Dietrich V. von Broich kam es zu langwierigen Erbstreitigkeiten zwischen ihm und seinem Schwager Friedrich II. von Wevelinghoven wegen der Herrschaft Broich, die erst nach Jahren beigelegt werden konnten.
Schon bald kam es zur Fehde zwischen ihm und dem Grafen Wilhelm II. von Berg, da Dietrich die von seinem Schwiegervater im Jahr 1369 gegebene Zusicherung des Öffnungsrechts für die Burg Broich nicht zur Vollstreckung gebracht hatte. Graf Wilhelm rückte schließlich vor Broich und zeigte, wer der Stärkere war. Am 21. Juli 1376 musste Dietrich einwilligen, dass Limburg und Broich bergische Offenhäuser, Broich selbst bergisches Lehen würde. Am 5. Februar 1377 wurde schließlich der Lehnbrief ausgestellt, und am 6. Mai erfolgte Dietrichs Reverse.
Herzog Wilhelm erteilte im Jahr 1382 den Schiedsspruch wegen der Herrschaft Broich, wobei das Erbe geteilt wurde. Die linksrheinischen Besitzungen fielen an den Herrn von Wevelinghoven und die rechtsrheinischen an Dietrich.
Ende des Jahres 1396 schloss Herzog Wilhelm II. von Berg mit Dietrich IV. von Limburg und dessen Söhnen Wilhelm I. und Dietrich V. einen Vertrag ab, der sie verpflichtete, dem Herzog bei der bevorstehenden Fehde mit Graf Dietrich II. von der Mark beizustehen. Der Herzog machte hierbei auch von seinem Öffnungsrecht über die Burgen Broich und Limburg Gebrauch. Bei der folgenden Schlacht von Kleverhamm am 7. Juni 1397 unterlag Dietrich IV. und wurde gefangen genommen, worauf er ein hohes Lösegeld zahlen und Urfehde schwören musste. Daraufhin überließ er am 30. Juni 1397 seinem Sohn Wilhelm I. die Herrschaft Broich. Dietrich starb am 8. Juli 1400.

## Ehe und Nachkommen

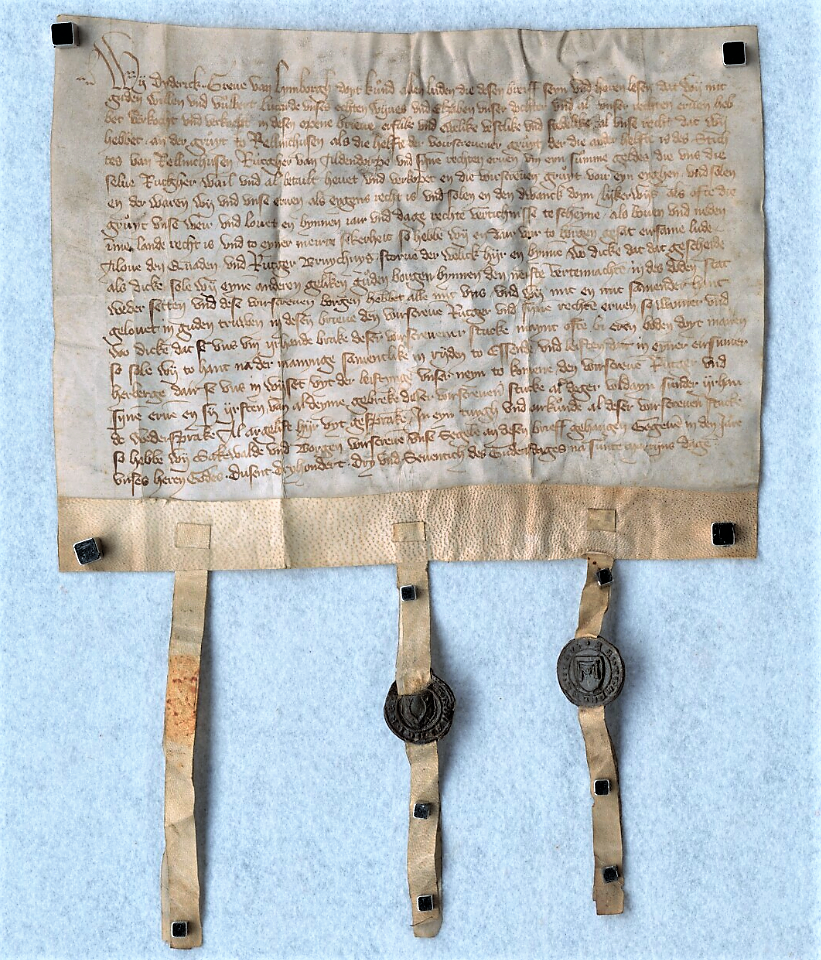
Urkunde des Grafen Dietrich IV. von Limburg aus dem Jahr 1373

Dietrich heiratete am 3. Juli 1371 Lukardis von Broich († 4. Dezember 1412, als Witwe Pröpstin des Damenstifts Rellinghausen). Der Ehe entsprangen folgende Kinder:
- Elisabeth (* um 1372; † um 1417)

⚭ 1385 Dietrich von Volmestein († 1396)
- Wilhelm (* 1385; † 28. Februar 1459)

⚭ 24. April 1403 Metza von Reifferscheidt († 1437)
- Dietrich (* 1387; † 16. Januar 1444)

⚭ 3. Februar 1415 Henrica von Wisch († 1459)
- Anna (* 1388)

⚭ Bernd von Hörde
- Lukarde (* 1389) Nonne zu Köln
- Margarete (* 1391), Pröpstin von Stift Rellinghausen,[2] 1426 gewählte, aber nicht bestätigte  Fürstäbtissin des Stifts Essen[3]
- Jutta (* 1392)

⚭ Bernd von Strünkede
- Agnes (* 1394)

⚭ Heinrich von Ahaus